# 배너의 모험
배너의 모험은 닛폰 애니메이션이 제작한 TV 애니메이션 시리즈이다. 어니스트 시튼의 1922년 소설 시튼 동물기를 원작으로 한다. 1979년 4월 7일부터 1979년 9월 29일까지 TV 아사히에서 총 26화로 방영되었다. 
대한민국에서는 1985년 5월 20일부터 1985년 10월 16일까지 MBC에서 방영되었다.

## 등장인물
- 배너
- 수이
- 클레이
- 로리
- 고차
- 라도루
- 아카초
- 올빼미

## 방영 에피소드 목록
1. 고양이는 다람쥐인가?
2. 숲의 친구들
3. 배너의 집
4. 이상한 도둑
5. 꼬리 낙하산
6. 우리는 모두 친구
7. 클레이가 도망가다
8. 클레이 구조 작전
9. 이동 과정
10. 리스의 학교
11. 브리아 장미 곁의 토끼
12. 무서운 견학
13. 버섯의 유혹
14. 달려라 배너
15. 고슴도치의 방황
16. 수이의 별 점성술
17. 뒤죽박죽 혼란
18. 꽃이 피는 가을
19. 오르골을 찾다
20. 미미즈크의 죽음
21. 히코리 숲에서의 작별
22. 새 숲으로 가다
23. 위험한 싸움
24. 도시 모험
25. 겨울 여행
26. 새 숲에서